# Tagsten
Tagsten er et tagdækningsmateriale ofte fremstillet af tegl eller beton konstrueret til oplægning på et undertag eller til understrygning. Stenene er ofte gennemfarvet, overfladebehandlet, malet, glaseret etc. for at modvirke nedbrydning. Mere eksotiske materialer er granit, skifer og marmor, der tidligere blev anvendt til tagbelægning på kirker, slotte og større ejendomme.